# RN19 (Mali)
Die RN19 ist eine Fernstraße in Mali, die in Anéfis beginnt und in Tessalit an der Grenze nach Algerien endet. Sie ist 354 Kilometer lang.